# جان بارانووسكي
جان بارانووسكي (بالألمانية: Jan Baranowski) (و. 1800 – 1879 م) هو عالم فلك، وأستاذ جامعي من مملكة بولندا .
توفي في لوبلين، عن عمر يناهز 79 عاماً.

## التعليم
تعلم في جامعة ياغيلونيا

## جوائز
حصل على جوائز منها:
- ترتيب القديس ستانيسلاوس من الدرجة الثانية  [لغات أخرى]‏.